# Луговое (Волынская область)
Луговое (укр. Лугове) — село в Иваничевской поселковой общине Владимирского района Волынской области Украины.
До 2020 года входило в Иваничевский район.
Код КОАТУУ — 0721183407. Население по переписи 2001 года составляет 240 человек. Почтовый индекс — 45300. Телефонный код — 3372. Занимает площадь 5,7 км².